# Lagitupu Tuilimu
Lagitupu Tuilimu – polityk z Tuvalu, wicepremier i minister finansów w rządzie Ionatana Ionatana oraz tymczasowy (od 8 grudnia 2000 do 24 lutego 2001) premier i minister spraw zagranicznych tego kraju.
Obowiązki premiera pełnił od chwili śmierci swojego poprzednika do czasu wyboru jego następcy, którym został Faimalaga Luka.